# Packera toluccana

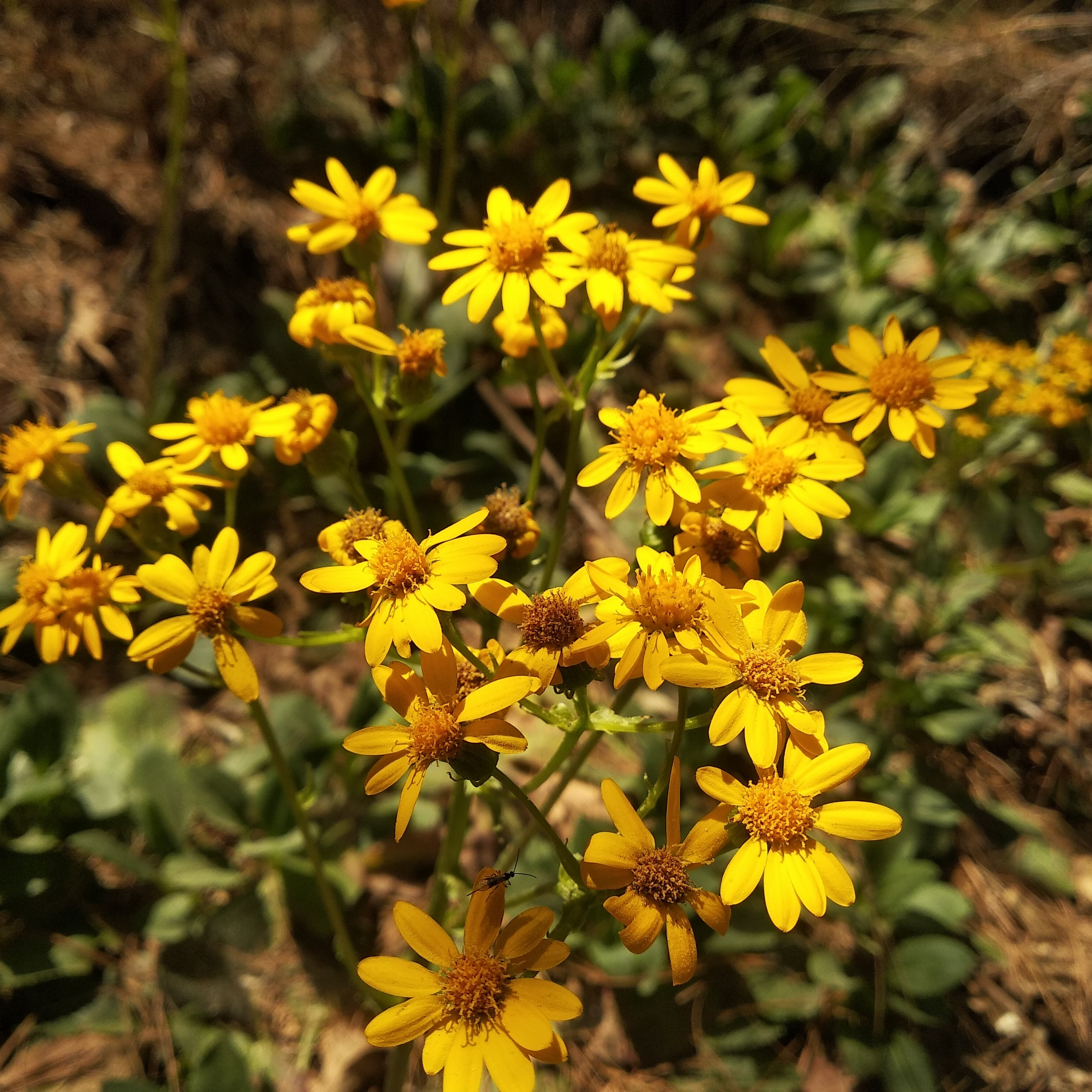
Detalle de la inflorescencia

Packera toluccana, conocida comúnmente como rabanillo, es una planta de la familia de las asteráceas, nativa de México.

## Descripción
Packera toluccana es una hierba perenne, erecta o decumbente, glabra o casi glabra en todas sus partes. Las hojas basales, largamente pecioladas, se agrupan en una roseta. Son ovadas a oblongo-lanceoladas, de hasta 21 cm de largo y 11 cm de ancho, con el borde dentado y el ápice agudo u obtuso. Las hojas del tallo son pocas, lanceoladas y más pequeñas.
La inflorescencia paniculada o corimbosa tiene escasas a numerosas cabezuelas radiadas de involucro campanulado, cada una con 10 a 12 flores liguladas y hasta 100 flores del disco, de color amarillo. El fruto es una pequeña cipsela oscura, claviformes a subcilíndrica, con un vilano de cerdas blancas. Florece en la primera mitad del año.

## Distribución y hábitat
Packera toluccana es una planta endémica de México. Se distribuye en bosques de clima templado y semifrío, ocasionalmente también en praderas alpinas y en matorrales secundarios, por las Sierras Madres Occidental, Oriental y del Sur, así como particularmente a lo largo de la alta montaña del Eje Neovolcánico.

## Taxonomía
Packera toluccana fue descrita en 1981 por William Alfred Weber y Áskell Löve, sobre un basónimo de Augustin Pyrame de Candolle, en Phytologia 49: 48.

### Etimología
Packera: nombre genérico dado en honor al botánico canadiense John G. Packer.
toluccana: epíteto geográfico (Toluca, Estado de México).

### Sinonimia
- Senecio toluccanus DC.
- Senecio toluccanus var. microdontus A.Gray
- Senecio toluccanus var. modestus Sch.Bip.[2]

## Usos
El rabanillo se reporta como comestible. Se consumen las hojas tiernas en taco, ya sea crudas, hervidas, cocidas o fritas.

## Nombres comunes
Rabanillo, hierba del golpe, cilantro de monte, quelite de San José, boxkjuai (idioma otomí).